# Ramon de Palafolls
Ramon de Palafolls (Palafolls, ? - 2 d'agost de 1218) fou bisbe de Girona (1214-1218) del llinatge dels cavallers senyors del Castell i terme de Palafolls. Va néixer a Palafolls, sense que hi hagi constància de quin any. Roig i Jalpí diu d'ell que volia viatjar al Sant Sepulcre de Jerusalem fent testament per a aquest afer el 8 d'agost de 1217 morint pocs mesos més tard.